# Ахметов, Рашит Сайранович
Рашит Сайранович Ахметов (каз. Рашит Сайранұлы Ахметов; род. 7 октября 1959, Жангалинский район Западно-Казахстанской области, Западно-Казахстанская область, Казахская ССР, СССР) — казахстанский государственный и политический деятель.

## Биография
Родился 7 октября 1959 года в поселке Новая Казанка Жангалинского района Западно-Казахстанской области.
Отец — Ахметов Сайран Фатыхович (1929 г.), пенсионер, председатель районного потребительского союза.
Мать — Ахметова Фарида Газизовна (1932 г.), пенсионер, учитель.
В 1982 году окончил механический факультет Алматинского института инженеров железнодорожного транспорта по специальности «инженер-механик».
В 1983 году защитил патент на устройство для крепления грузов в подвижном составе.
В 2002 году окончил Институт Управления и Права Западно-Казахстанского инженерно-технологического университета по специальности «Юриспруденция».

## Трудовая деятельность
С 1976 по 1978 годы — Коллектор Казахского Научно-исследовательского института энергетики.
С 1982 по 1990 годы — Мастер, старший мастер, главный механик, заместитель начальника вагонного депо, начальник ПТО вагонного депо г. Уральска.
С 1989 по 1990 годы — Заместитель секретаря парткома железнодорожного узла г. Уральска.
С 1990 по 1992 годы — Заместитель Директора, главный брокер малого предприятия «Альфа».
С 1992 по 1994 годы — Заместитель Директора Уральского механического завода.
С 1994 по 1999 годы — Президент открытого акционерного общества «Нуржанар» города Уральска Западно-Казахстанской области.
С 29 июня 2017 года — 28 июня 2022 года — Член Счетного комитета РК по контролю за исполнением республиканского бюджета.

## Выборные должности, депутатство
С сентябрь 1999 по июнь 2017 годы — Депутат Сенат Парламента Республики Казахстан от Западно-Казахстанской области, Член Комитета по экономике, финансам и бюджету, член Группы сотрудничества с Парламентом Республики Беларусь, с Сенатом Канады, с Сенатом Французской Республики; Член Комитета по экономике, финансам и бюджету, Глава делегации Парламентской Ассамблеи Организации Северо-Атлантического Альянса; Член Комитета по финансам и бюджету (с 19 августа 2005 года); Председатель комитета по финансам и бюджету (с 7 декабря 2011 года) (2005—2017).

## Награды
- Орден Курмет (2006).
- Орден Парасат (2014)[4][5].
- Почётная грамота МПА СНГ (2010).
- Почётная грамота МПА СНГ (2016)[6].
- Награждён благодарственным письмом Первого Президента Республики Казахстан.
- Награждён правительственными и юбилейными государственными медалями Республики Казахстан.
- Орден «Содружество» (26 ноября 2015 года, Межпарламентская ассамблея СНГ) — за активное участие в деятельности Межпарламентской Ассамблеи и её органов, вклад в укрепление дружбы между народами государств — участников Содружества Независимых Государств[7].
- Медаль «МПА СНГ. 25 лет» (27 марта 2017 года, Межпарламентская ассамблея СНГ) — за заслуги в деле развития и укрепления парламентаризма, за вклад в развитие и совершенствование правовых основ функционирования Содружества Независимых Государств, укрепление международных связей и межпарламентского сотрудничества[8].